# Trio pour piano et cordes no 2 de Schumann
Pour les articles homonymes, voir Trio pour piano et cordes.

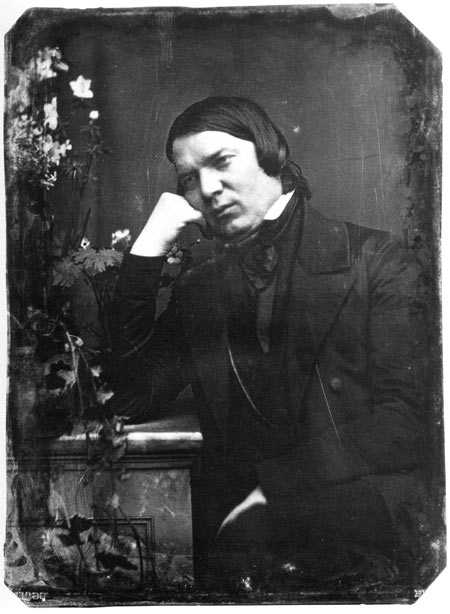
Robert Schumann en 1850

Le Trio pour piano et cordes no 2 en fa majeur opus 80 est un trio pour piano, violon et violoncelle de Robert Schumann. Composé entre  1847 et 1849, il est créé le 22 février 1850 à Leipzig. Clara Schumann qui l'appréciait beaucoup en fit un de ses chevaux de bataille.

## Structure
1. Sehr lebhaft « très animé » (à 6/8)
2. Mit innigem ausdruck « avec une expression intime » (en ré bémol majeur, à 4/4)
3. In mässiger bewegung « dans un mouvement modéré » (en si bémol mineur, à 3/8)
4. Nicht zu rasch « pas trop vite » (en fa majeur, à 2/2)

## Source
- François-René Tranchefort, Guide de la musique de chambre, éd.Fayard 1989 p.632